# Marcel Vogel
Marcel Vogel (* 9. März 1937 in Weinfelden) ist ein ehemaliger Schweizer Biathlet.
Marcel Vogel startete bei den Olympischen Winterspielen 1964 in Innsbruck und wurde als bester Schweizer vor seinen drei Landsleuten auf dem 45. Rang Fünftletzter. Während die Laufzeit mittelmässig war, schoss Vogel 12 von 20 Schuss daneben und bekam somit 24 Strafminuten. Ein Jahr später trat er bei der Biathlon-Weltmeisterschaft 1965 in Elverum an und erreichte den 48. Platz.